# Шинковцы (Гродненский район)
Ши́нковцы (бел. Шы́нкаўцы) — деревня в Гродненском районе Гродненской области Беларуси. В составе Сопоцкинского сельсовета. Население 80 человек (2015).

## География
Расположена в 28 км от Гродно и одноимённой железнодорожной станции.

## Этимология
Известна литовская фамилия Šinkis, топоним Šinkūnai (с образцом -k-).

## История
До 1 августа 1966 года деревня входила в состав Сопоцкинского поссовета, до 16 марта 1987 года — в состав Василевичского сельсовета Белорусской ССР.

## Население

### Численность
- 2019 год — 62 жителей

### Динамика
- 2009 год — 99 жителей (перепись населения)[4]
- 2019 год — 62 жителей (перепись населения)